# Język sarudu
Język sarudu, także doda’ – język austronezyjski używany w prowincji Celebes Zachodni w Indonezji (kecamatan Pasangkayu, kabupaten Mamuju Utara). Według danych z 1987 roku posługuje się nim 4 tys. osób.
Według katalogu Ethnologue dzieli się na dwa dialekty: nunu’, kulu (lariang). Jest słownikowo bliski językowi uma. Z doniesień wynika, że języki te są wzajemnie zrozumiałe.
Nie jest poważnie zagrożony wymarciem, ale znaczny udział ludności napływowej w regionie (Bugisi, Kaili) może negatywnie wpłynąć na jego żywotność.
Nie wykształcił piśmiennictwa.